# The Storm at Sea
The Storm at Sea è un cortometraggio muto del 1914 diretto da Robert G. Vignola. Sceneggiato da Hamilton Smith, fu interpretato da Alice Hollister, Harry F. Millarde e Helen Lindroth.

## Produzione
Il film fu prodotto dalla Kalem.

## Distribuzione
La General Film Company distribuì il film - un cortometraggio in una bobina - facendolo uscire nelle sale statunitensi il 18 agosto 1914.